# ويليام باركلي فوستر
ويليام باركلي فوستر (بالإنجليزية: William B. Foster)‏ هو تاجر وسياسي أمريكي، ولد في 7 سبتمبر 1779 في الولايات المتحدة، وتوفي في 27 يوليو 1855 في نفس البلد. انتخب عضو مجلس نواب بنسيلفانيا (1825 – 1828) وانتخب عمدة Allegheny, Pennsylvania ‏ (28 يناير 1842 – 12 يناير 1844).